# Figenbladet gåsefod
Figenbladet Gåsefod (Chenopodium ficifolium) er en opret, 20-80 cm høj urt, der i Danmark især vokser på næringsrige ruderater omkring København. Krydsninger med Grøn Gåsefod (Chenopodium suecicum) træffes af og til, hvor forældrearterne vokser sammen.

## Beskrivelse
Figenbladet Gåsefod er en opret, enårig plante. Bladene er mere eller mindre hvidmelede, lysegrønne til mørkegrønne eller blågrønne, spredte, oftest ret tynde. Blade midt på stænglen er tydeligt trelappede, hvor midterlappen er stærkt forlænget og med næsten parallelle sider, der er bugtede, tandede eller helrandede. De øvre blade er ofte uden lapper og aflange med næsten parallelle sider. Stænglerne har af og til røde pletter på bladfæsterne.
Blomsterstanden er en endestillet løs, grenet top, kun med blade i den nedre del. Arten blomstrer fra juli til september med blomster, der har butte til svagt kølede blosterblade. Frugten er en nød, der er 0,8-1,0 mm i diameter, fladtrykt, cirkelrund og vandret siddende i bægeret. Den falder af sammen med bægeret. Frøgemmet er noget tilhæftet frøet, der er glinsende sort, med fordybninger, der danner et spindelvævsagtigt mønster.
Figenbladet Gåsefod er en ret homogen art, altså temmelig ensartet i udseendet på tværs af dens udbredelsesområde. Her i landet findes dog former med meget store og brede blade såvel som former med mindre og smallere blade.
Rodnettet består af nogle få, grove hovedrødder og en stor mængde siderødder, som når langt ned og vidt ud.
På velgødede steder kan planterne blive op til 2 meter høje.

## Voksested
Figenbladet Gåsefod vokser på forstyrret, mest næringsrig bund, der kan være ler, sand eller grus. Den er af og til talrig i haver og haveanlæg, men den træffes især på ruderater.
I Danmark findes den udbredt hist og her omkring København. I resten af landet er den sjælden nær bebyggelse.
Arten har sit oprindelige udbredelsesområde i Europa og Vestasien.
| Portal | Portal:Botanik |